# Cyclanorbis
Cyclanorbis es un género de tortugas de la familia Trionychidae. Las especies de este género se distribuyen por África central y occidental.

## Especies
Contiene las siguientes dos especies:
- Cyclanorbis elegans (Gray, 1869)
- Cyclanorbis senegalensis (Duméril & Bibron, 1835)
- Cyclanorbis turkanensis Meylan et al. 1990 - especie extinta solo conocida por restos fósiles del Plioceno encontrados en Kenia.[1]